# Comté de Wyoming (Virginie-Occidentale)
Pour les articles homonymes, voir Comté de Wyoming.
Le comté de Wyoming est un comté des États-Unis situé dans l’État de Virginie-Occidentale. En 2000, la population était de 25 708 habitants. Son siège est Pineville. Il a été créé en 1850 à partir du comté de Logan et doit son nom au mot indien lenape Wyoming qui signifie grandes plaines.

## Principales villes
- Mullens
- Oceana
- Pineville